# Alyssa Wapanatâhk
Alyssa Wapanatâhk (née le 15 janvier 1998) est une actrice, réalisatrice et scénariste canadienne. Elle est née le 15 janvier 1998 à Fort McMurray, en Alberta. Alyssa est connue pour son rôle de Tiger Lily dans le film Peter Pan et Wendy  sorti en 2023. Elle est d'origine crie de la Nation Bigstone Cree.

## Biographie
Alyssa Wapanatâhk a commencé sa carrière artistique en 2018 et a depuis lors fait sa marque dans l'industrie du cinéma. Elle a participé à plusieurs productions cinématographiques et télévisuelles, notamment dans la série "Riverdale" et dans le film Peter Pan & Wendy, où elle a interprété le rôle de Tiger Lily. Alyssa est également engagée dans la réalisation et l'écriture de films. Alyssa Wapanatâhk est fière de sa culture et a travaillé avec des experts autochtones pour s'assurer que la représentation de la culture autochtone dans le film "Peter Pan & Wendy" soit authentique et respectueuse. Elle a été un véritable porte-parole pour sa communauté et est déterminée à utiliser sa voix pour promouvoir une meilleure compréhension des peuples autochtones.

## Filmographie
Sauf indication contraire, les informations mentionnées dans cette section peuvent être confirmées par la base de données cinématographiques IMDb,  présente dans la section « Liens externes ».
- 2018 : Robo Games - sous le nom d'Alyssa Alook
- 2018 : Pure Love - sous le nom d'Alyssa Alook
- 2018 : Pookmis - dans le rôle de Sam (sous le nom d'Alyssa Alook)
- 2019 : The Turning Point - dans le rôle d'Alissa (sous le nom d'Alyssa Alook)
- 2019 : Napes Kasêkipatwât - The Boy & The Braid - réalisatrice et scénariste (court métrage)
- 2022 : Rehab - dans le rôle de Chloe Cardinal
- 2022 : Bones of Crows - dans le rôle de Perseverance Spears
- 2023 : Peter Pan et Wendy - dans le rôle de Tiger Lily
- 2023 : Bones of Crows: The Series - dans le rôle de Perseverance Spears (en post-production)

## Séries télévisées
- 2017-aujourd'hui : Riverdale - série télévisée
- 2023 : Swansong - dans le rôle de Zoe (sous le nom d'Alyssa Alook)